# Sukarrieta
Sukarrieta (dawniej Pedernales) – gmina w Hiszpanii, w prowincji Biskaja, w Kraju Basków, o powierzchni 2,3 km². W 2011 roku gmina liczyła 357 mieszkańców.